# イングルウッド男爵
イングルウッド男爵(英:Baron Inglewood)は、イギリスの男爵、貴族。連合王国貴族爵位。
イングランド貴族バーナード男爵の分家にあたる。

## 歴史

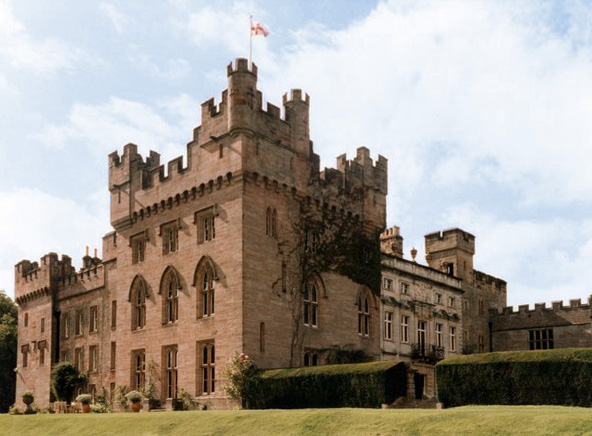
ハットン・イン・ザ・フォレスト
男爵家の邸宅。初代男爵が第5代准男爵フランシス・パトリック・フレッチャー=ヴェインより財産とともに承継した。

保守党の政治家ウィリアム・モーガン・フレッチャー・ヴェイン(1902-1989)は、1964年6月30日にカンバーランド州ハットン・イン・ザ・フォレストのイングルウッド男爵(Baron Inglewood, of Hutton in the Forest in the County of Cumberland)に叙された。
彼はもともとヴェイン姓であったが、フレッチャー・ヴェイン准男爵家の財産を相続するにあたって、「ヴェイン=フレッチャー」に改姓している。
また、初代男爵の父は第9代バーナード男爵ヘンリー・ヴェインの弟であるため、代々の当主は現在までバーナード男爵位の継承権を有する。
その息子である2代男爵ウィリアム(1951-)も保守党の政治家として活動し、1999年貴族院法制定以降も貴族院に籍を置く92人の世俗貴族の一人である。  
一族の邸宅は、カンブリア州ペンリス近郊のハットン・イン・ザ・フォレスト。

## イングルウッド男爵（1964）
- 初代イングルウッド男爵ウィリアム・モーガン・フレッチャー=ヴェイン（英語版）（1909–1989）
- 第2代イングルウッド男爵ウィリアム・リチャード・フレッチャー=ヴェイン（英語版） （1951-）

法定推定相続人は現当主の息子であるヘンリー・ウィリアム・フレデリック・フレッチャー=ヴェイン（1990-）。 

### 註釈
1. ↑  初代男爵はヴェイン家の一族であるためフレッチャー・ヴェイン准男爵家の財産を相続したが、フレッチャー家の子孫ではなかった。[4]
2. ↑  爵位名及び邸宅名の「フォレスト」は近隣にあるイングルウッドの王家の森に因んでいる。